# Marcus Caecilius Metellus (Kr. e. 206)
Marcus Caecilius Metellus (Kr. e. 3. század) római politikus, az előkelő, plebeius származású Caecilia gens Metellus-ágához tartozott. Édesapja, Lucius Kr. e. 251-ben, Quintus bátyja Kr. e. 206-ban volt consul, másik fivére, Lucius pedig Kr. e. 213-ban néptribunusi hivatalt töltött be.
Kr. e. 208-ban aedilis plebis, Kr. e. 206-ban – bátyja consuli évében – praetor urbanus volt. Kr. e. 205-ben az I. Attalosz pergamoni királyhoz menesztett küldöttség tagja volt, ilyen minőségben azok közé tartozott, akik Rómába kísérték a minden istenek anyjának tekintett szent sziklát.